# Cesare Bertagnini
Cesare Bertagnini (Montignoso, 15 agosto 1827 – Viareggio, 23 dicembre 1857) è stato un chimico italiano.

## Biografia
Bertagnini conseguì la laurea in chimica all'Università di Pisa nel 1848 come allievo di Raffaele Piria. Nello stesso anno combatté con il Battaglione universitario toscano, condividendo in seguito con lo stesso Piria anche l'esperienza della battaglia di Curtatone e Montanara.
Dopo una breve esperienza al laboratorio di Liebig, divenne assistente di Piria prima a Pisa poi a Torino, dove poi avrebbe preso il suo posto. Nel 1851 intraprese con Piria un viaggio di studio per l'Europa, così che poté scambiare opinioni col mondo accademico europeo esponendo i risultati dei suoi studi di chimica organica, rendendo noti in particolare i dati delle sue ricerche sui composti bisolfitici delle aldeidi.
Nel 1856 ebbe la cattedra di chimica all'Università di Pisa, ma la sua carriera fu bruscamente interrotta dalla tisi che, contratta nello stesso anno, lo porto alla morte nel 1857 quando, di ritorno da un viaggio a New York e ormai deperito, tentò di ristabilirsi con l'aria di mare ma trovò la morte appena trentenne.

## Attività scientifica
Seppur breve, l'attività scientifica di Bertagnini risulta assai rilevante. Scoprì la presenza dell'acido canforico e dell'acido anisico nelle urine. Sempre nelle urine notò che la glicina e l'acido salicilico reagiscono tra loro nell'organismo umano per formare un composto meno tossico, precorrendo così il concetto di sintesi protettiva nell'organismo per composti non innocui.
Altri importanti risultati furono la reazione di trasformazione dell'ossammide in cianogeno e la sintesi dell'acido cinnamico a partire da benzaldeide e cloruro di acetile. Ma la scoperta più importante e nota di Bertagnini fu la reazione tra aldeidi e bisolfito che è ancora oggi conosciuta come reazione di Bertagnini e i prodotti come composti di Bertagnini.